# 도부 톱 투어즈
도부 톱 투어 투어즈 주식회사(일본어: 東武トップツアーズ株式会社)는 일본 도쿄도 스미다구에 본사를 두는 여행사이다.

## 개요
- 기업명: 도부 톱 투어즈 주식회사
- 대표 이사 사장: 사카마키 노부아키
- 연혁
  - 1956년(쇼와 31년) 1월 도큐 관광 주식회사로서 설립.
  - 2004년(헤이세이 16년) 3월 도큐 그룹으로부터 이탈.
  - 2006년(헤이세이 18년) 1월 톱 투어 주식회사라고 개칭.
  - 2015년(헤이세이 27년) 4월 도부 트래블 주식회사와 합병하여 도부 톱 투어즈 주식회사로 사명 변경.
- 자본금: 3,000,000,000엔
- 본사 소재지: 도쿄도 스미다구 오시아게 1-1-2 도쿄 스카이트리 이스트 타워

## 사회공헌 활동
2006년 6월 6일, 톱 투어 주식회사는, 비영리 법인인 하트풀 재팬의 활동을 응원한다고 하는 보도자료를 발표했다.